# Cathédrale Saint-Pierre de Rabat
Pour les articles homonymes, voir Cathédrale Saint-Pierre.
La cathédrale Saint-Pierre est une cathédrale située à Rabat, capitale du Maroc, sur la place du Golan, anciennement place du Cardinal-Lavigerie, dans le quartier Hassan. Elle est le siège de l'archidiocèse de Rabat.

## Histoire
La cathédrale a été construite pendant le protectorat français au Maroc. La première pierre a été posée en 1919. L'architecte en était Adrien Laforgue, frère du poète Jules Laforgue.
La cérémonie d'inauguration a été présidée le 17 novembre 1921 par le résident général Hubert Lyautey, et les premiers offices religieux furent célébrés à partir de novembre de la même année. Elle ne possédait pas à son origine les deux flèches que l'on voit de loin dans Rabat et qui ont été achevées dans les années 1930. 
La cathédrale Saint-Pierre jouxte le siège de la wilaya de Rabat avec sa nouvelle façade et sa place circulaire caractéristique de l'architecture des années 1930.
À la cathédrale la messe est célébrée quotidiennement sauf le lundi.
L'Institut français occupe actuellement la partie de son ancien presbytère.

## Galerie

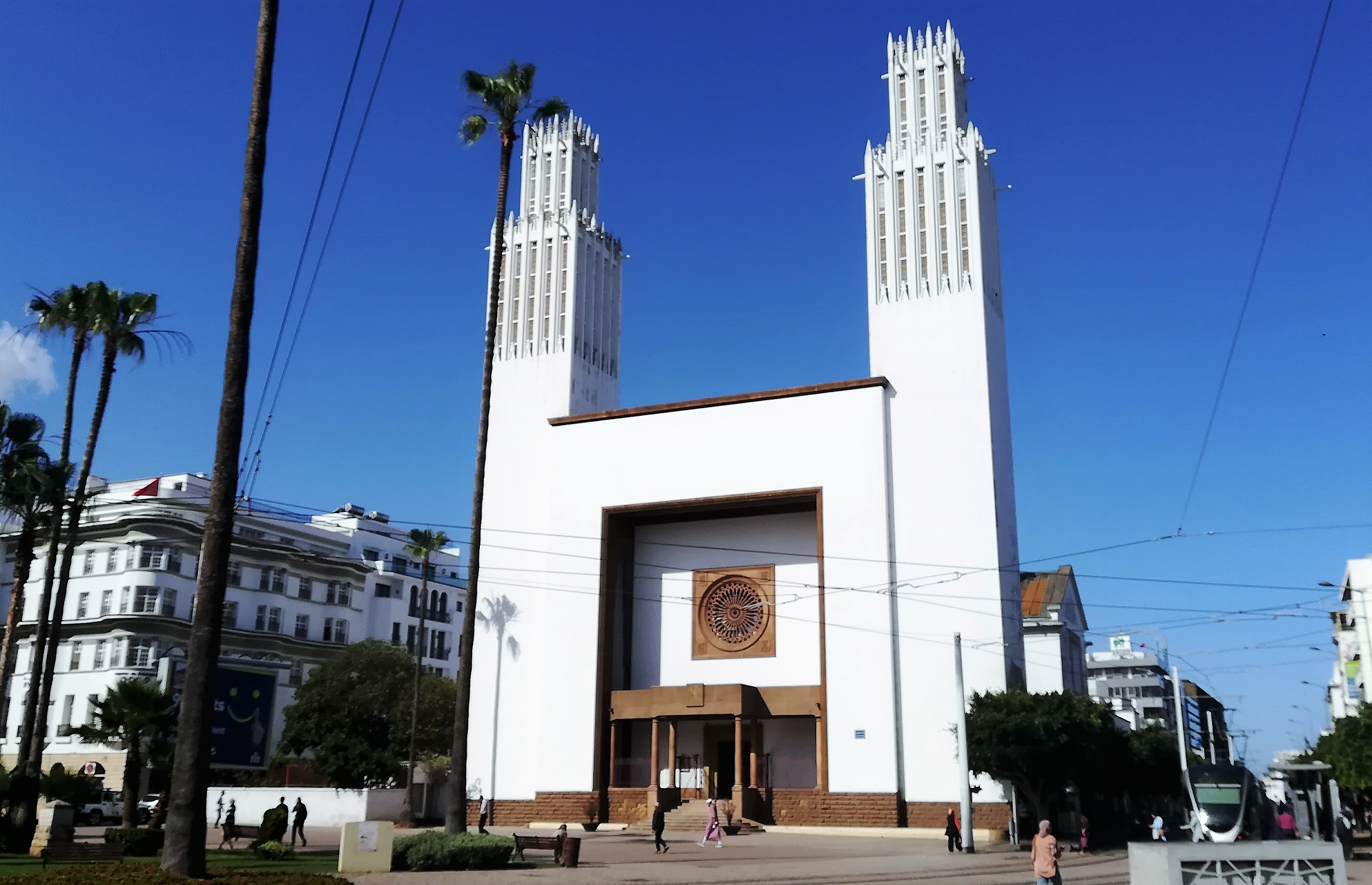
La façade et l'entrée principale donnant sur la place du Golan.
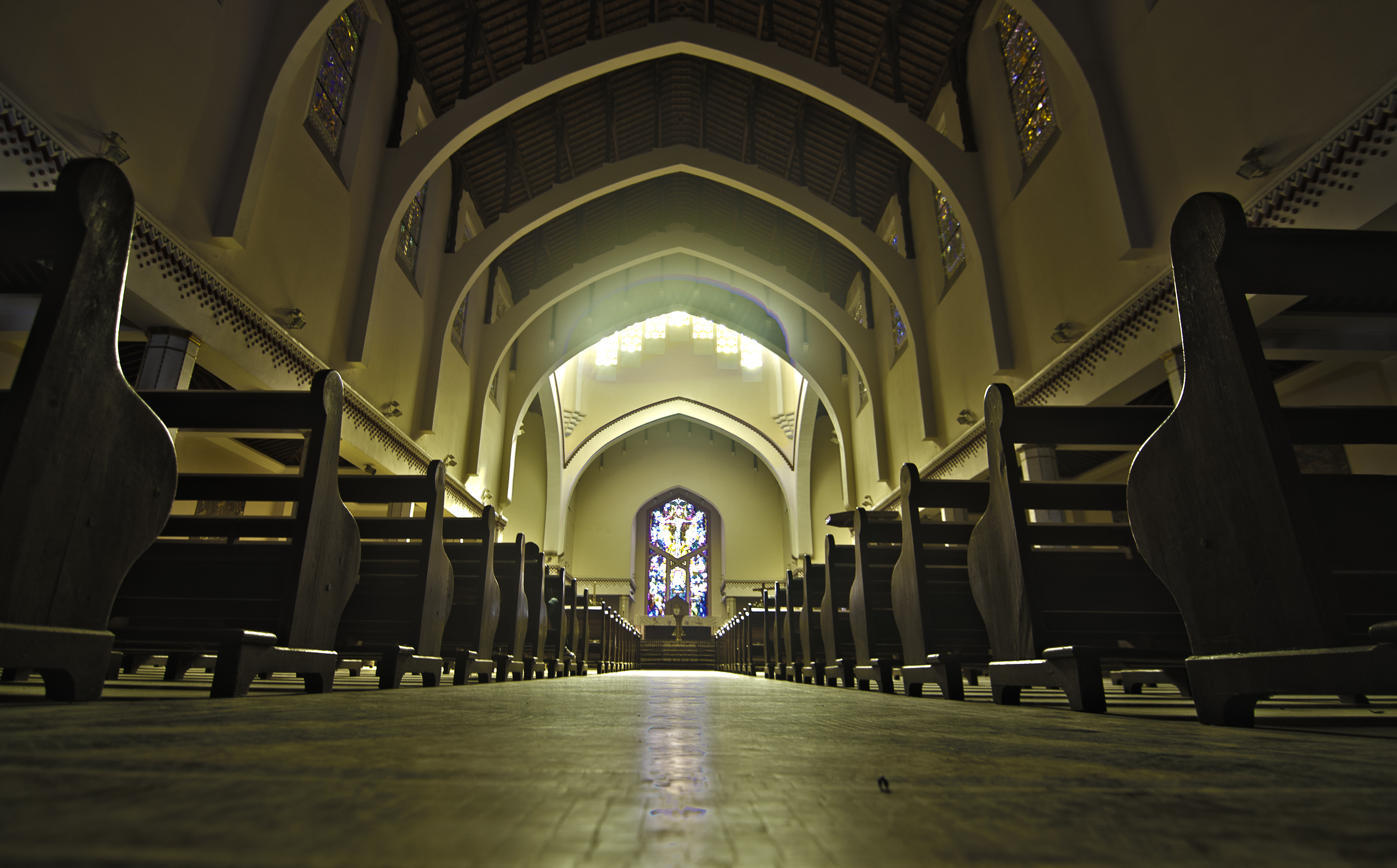
L'allée centrale menant à l'autel.
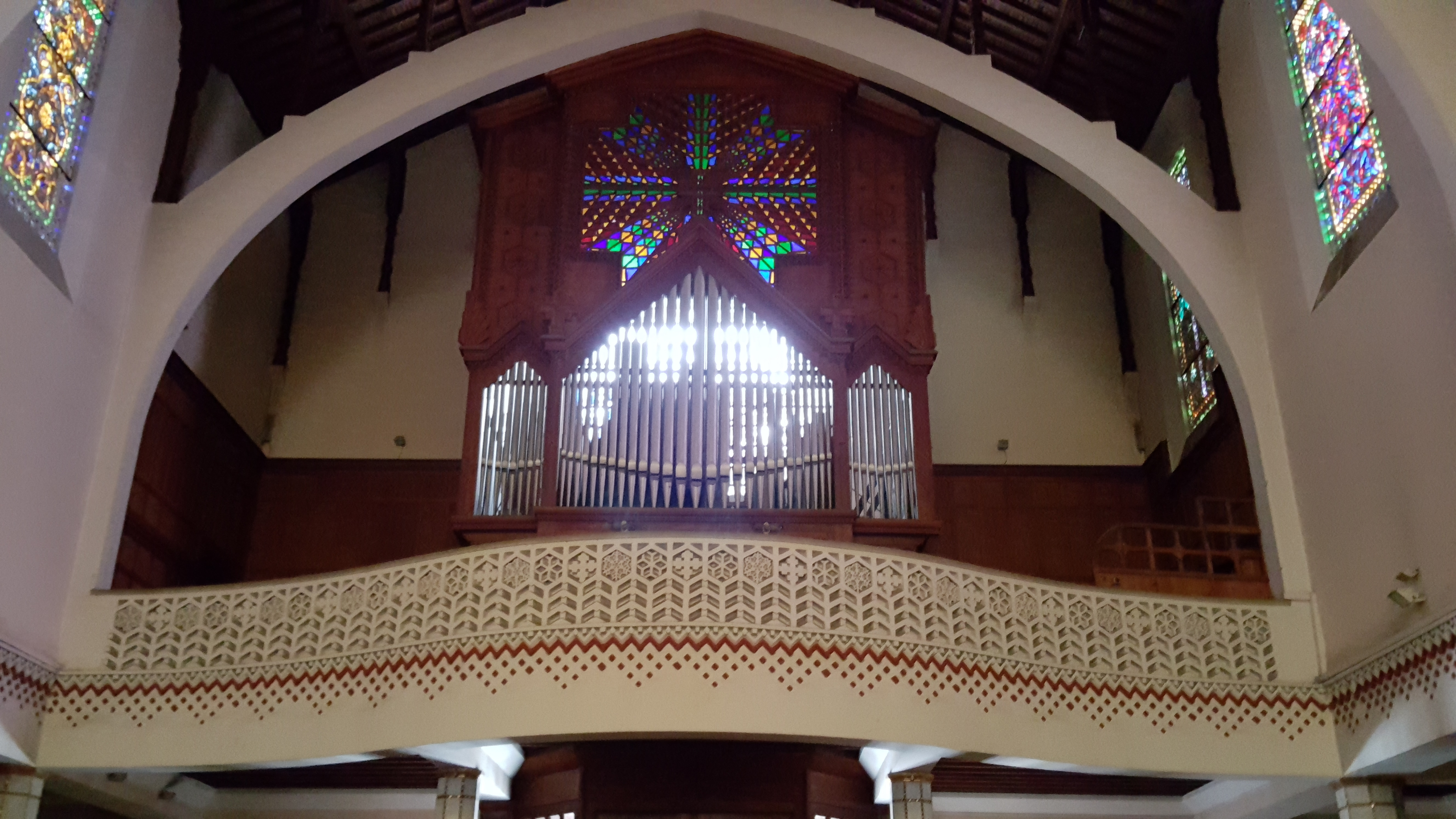
L'orgue de tribune.